# Pusztaszentlászló
Pusztaszentlászló is een plaats (község) en gemeente in het Hongaarse comitaat Zala. Pusztaszentlászló telt 663 inwoners (2001).